# Жарков, Владимир Александрович
Владимир Александрович Жарков (род. 10 января 1988, Павловский Посад, Московская область) — российский хоккеист, нападающий «Трактора», выступающего в КХЛ.

## Карьера

### Клубная
Начал карьеру в системе московского ЦСКА, за первую команду дебютировал в сезоне 2005/06. В дебютном сезоне сыграл всего в четырёх матчах и отличился одной результативной передачей. Был выбран под общим 77-м номером на драфте НХЛ 2006 года командой «Нью-Джерси Девилз». После этого отыграл ещё два сезона в ЦСКА, прежде чем в 2008 году отправиться в фарм-клуб «Нью-Джерси» «Лоуэлл Девилз», играющий в Американской хоккейной лиге. В первом сезоне за «Лоуэлл» отыграл 69 матчей, набрав в них 34 очка. В ноябре 2009 года дебютировал в Национальной хоккейной лиге за «Нью-Джерси Девилз» в матче против «Нью-Йорк Айлендерс». 17 января 2011 года забил первый гол в НХЛ в матче с тем же «Айлендерс».
3 июля 2012 года подписал контракт с ЦСКА.
1 мая 2018 года подписал двухлетний контракт с уфимским «Салаватом Юлаевым». 15 мая 2019 года продлил контракт с уфимским клубом ещё на два сезона.
1 мая 2021 года перешёл в омский «Авангард» и подписал контракт на два года.
30 июня 2023 года подписал двухлетний контракт с челябинским «Трактором».

### В сборной
В составе юниорской сборной России участвовал на чемпионате мира среди юниорских команд 2006 в Швеции, где отыграл шесть матчей, и занял вместе со сборной 5-е место.

## Статистика
| Легенда | Легенда                    | Легенда | Легенда                   | Легенда | Легенда    |
| ------- | -------------------------- | ------- | ------------------------- | ------- | ---------- |
| И       | Количество проведённых игр | Штр     | Штрафное время            | +/−     | Плюс-минус |
| Г       | Голы                       | П       | Голевые передачи          | О       | Очки       |
| -       | Статистика неизвестна      | —       | Статистика не учитывалась |         |            |